# Kanton Carignan
Der Kanton Carignan ist ein französischer Wahlkreis im Département Ardennes in der Region Grand Est. Er umfasst 38 Gemeinden im Arrondissement Sedan und hat sein bureau centralisateur in Carignan. Im Rahmen der landesweiten Neuordnung der französischen Kantone wurde er im Frühjahr 2015 erheblich erweitert.

## Gemeinden
Der Kanton besteht aus 38 Gemeinden mit insgesamt 15.727 Einwohnern (Stand: 1. Januar 2022) auf einer Gesamtfläche von 374,56 km²:
| Gemeinde                 | Einwohner 1. Januar 2022 | Fläche km² | Dichte Einw./km² | Code INSEE | Postleitzahl |
| ------------------------ | ------------------------ | ---------- | ---------------- | ---------- | ------------ |
| Auflance                 | 81                       | 6,16       | 13               | 08029      | 08370        |
| Autrecourt-et-Pourron    | 338                      | 12,04      | 28               | 08034      | 08210        |
| Beaumont-en-Argonne      | 422                      | 31,05      | 14               | 08055      | 08210        |
| Bièvres                  | 46                       | 7,30       | 6                | 08065      | 08370        |
| Blagny                   | 1.093                    | 7,42       | 147              | 08067      | 08110        |
| Brévilly                 | 367                      | 7,30       | 50               | 08083      | 08140        |
| Carignan                 | 2.745                    | 14,01      | 196              | 08090      | 08110        |
| Douzy                    | 2.149                    | 20,20      | 106              | 08145      | 08140        |
| Escombres-et-le-Chesnois | 343                      | 8,29       | 41               | 08153      | 08110        |
| Euilly-et-Lombut         | 109                      | 10,11      | 11               | 08159      | 08210        |
| Fromy                    | 85                       | 3,71       | 23               | 08184      | 08370        |
| Herbeuval                | 124                      | 7,40       | 17               | 08223      | 08370        |
| La Ferté-sur-Chiers      | 176                      | 6,41       | 27               | 08168      | 08370        |
| Les Deux-Villes          | 249                      | 8,14       | 31               | 08138      | 08110        |
| Létanne                  | 110                      | 7,50       | 15               | 08252      | 08210        |
| Linay                    | 219                      | 7,28       | 30               | 08255      | 08110        |
| Malandry                 | 79                       | 6,87       | 11               | 08269      | 08370        |
| Margny                   | 210                      | 6,68       | 31               | 08275      | 08370        |
| Margut                   | 711                      | 7,53       | 94               | 08276      | 08370        |
| Matton-et-Clémency       | 439                      | 18,32      | 24               | 08281      | 08110        |
| Messincourt              | 588                      | 8,15       | 72               | 08289      | 08110        |
| Mogues                   | 231                      | 8,26       | 28               | 08291      | 08110        |
| Moiry                    | 136                      | 3,91       | 35               | 08293      | 08370        |
| Mouzon                   | 2.236                    | 41,83      | 53               | 08311      | 08210        |
| Osnes                    | 229                      | 5,89       | 39               | 08336      | 08110        |
| Puilly-et-Charbeaux      | 218                      | 18,29      | 12               | 08347      | 08370        |
| Pure                     | 563                      | 6,50       | 87               | 08349      | 08110        |
| Sachy                    | 178                      | 5,90       | 30               | 08375      | 08110        |
| Sailly                   | 249                      | 12,80      | 19               | 08376      | 08110        |
| Sapogne-sur-Marche       | 149                      | 5,41       | 28               | 08399      | 08370        |
| Signy-Montlibert         | 93                       | 6,12       | 15               | 08421      | 08370        |
| Tétaigne                 | 131                      | 5,79       | 23               | 08444      | 08110        |
| Tremblois-lès-Carignan   | 135                      | 4,28       | 32               | 08459      | 08110        |
| Vaux-lès-Mouzon          | 72                       | 7,64       | 9                | 08466      | 08210        |
| Villers-devant-Mouzon    | 104                      | 4,53       | 23               | 08477      | 08210        |
| Villy                    | 195                      | 7,78       | 25               | 08485      | 08370        |
| Williers                 | 40                       | 2,26       | 18               | 08501      | 08110        |
| Yoncq                    | 85                       | 15,50      | 5                | 08502      | 08210        |
| Kanton Carignan          | 15.727                   | 374,56     | 42               | 0803       | –            |

Bis zur landesweiten Neuordnung der französischen Kantone im März 2015 gehörten zum Kanton Carignan die 26 Gemeinden Auflance, Bièvres, Blagny, Carignan, Fromy, Herbeuval, La Ferté-sur-Chiers, Les Deux-Villes, Linay, Malandry, Margny, Margut, Matton-et-Clémency, Messincourt, Mogues, Moiry, Osnes, Puilly-et-Charbeaux, Pure, Sachy, Sailly, Sapogne-sur-Marche, Signy-Montlibert, Tremblois-lès-Carignan, Villy und Williers. Sein Zuschnitt entsprach einer Fläche von 202,78 km2. Er besaß vor 2015 den INSEE-Code 0804.

## Veränderungen im Gemeindebestand seit der landesweiten Neuordnung der Kantone
2016: Fusion Amblimont und Mouzon → Mouzon
2015: Fusion Douzy und Mairy → Douzy

## Bevölkerungsentwicklung
| 1962   | 1968   | 1975   | 1982   | 1990   | 1999 | 2006 | 2012 |
| ------ | ------ | ------ | ------ | ------ | ---- | ---- | ---- |
| 11.432 | 12.236 | 11.934 | 10.982 | 10.141 | 9821 | 9862 | 9877 |

## Politik
| Vertreter im Departementrat | Vertreter im Departementrat | Vertreter im Departementrat |
| Amtszeit                    | Namen                       | Partei                      |
| --------------------------- | --------------------------- | --------------------------- |
| 2015–                       | Sylvie Tordo Marc Wathy     | UD                          |